# Smotri.com
Smotri.com — сервис, предоставлявший услуги бесплатного хостинга видеоматериалов в Рунете. Также предлагал своим пользователям технологию прямых трансляций, загрузки, просмотра и комментирования видео. На ресурсе имелись как любительские ролики, так и профессиональные видеоматериалы. Портал финансировался за счет рекламы.
В 2013 году портал ежемесячно посещало около 4 миллионов человек, генерирующих более 44 миллионов просмотров, по статистике Alexa на март 2016 года, занимает 656-е место среди российских сайтов
До марта 2015 года, сайт являлся одним из дочерних проектов холдинга «РБК». В марте 2015 года сайт в составе проекта QIP.ru выкуплен группой частных инвесторов.
30 июля 2018 года сайт кардинально сменил направление деятельности (возможно был выкуплен лицами, аффилированными с BongaCams, сетью сайтов эротических видеочатов) и более не предоставляет прежних возможностей по загрузке пользовательских видеофайлов. Теперь порнография не является запрещённым контентом.

## История компании
В целях тестирования разработки 15 декабря 2006 года была запущена альфа-версия видеохостинга LoadUp.ru. В сентябре 2007 года на её основе была создана целая система видеохостингов.
Головной витриной проекта стал сайт Smotri.com, а вся система получила название «Единая служба видеохостингов Smotri.com». В рамках партнерской программы к проекту присоединились сайты, содержащие видео самой разнообразной тематики. Сеть Smotri.com насчитывала около 200 витрин, пользователи которых просматривали более 2 миллионов видеороликов ежедневно.

## Видео Online-трансляции
Началось вещание в декабре 2007 года.
В данный момент технологическая платформа трансляций Smotri.com позволяет одновременно организовывать более 500 прямых трансляций, каждую из которых могут просматривать до 5000 человек.
Сайт предоставляет сервис Онлайн-трансляции, с помощью которого частные пользователи могут создать прямой эфир с собственной веб-камеры. Возможно вещание на неограниченную аудиторию, либо защита просмотра трансляции с помощью пароля.
В 2012 году было разработано приложение для Android «Smotri Live», позволяющее вести прямую трансляцию непосредственно с мобильного телефон, а через несколько месяцев появилось приложение и для IOS.
В августе 2014 года, для пользователей, обладающих достаточно производительными компьютерами, стало возможно использовать режим H.264-вещаний — с лучшим качеством картинки и меньшим объемом исходящего трафика.
В ноябре 2016 года введен новый чат сообщений построенный на современных технологиях HTML5 с использованием платформы Node.js, что позволило значительно расширить функциональность системы.
В декабре 2016 года появилось новое официальное приложение под Android «Smotri Live 4.1», позволяющее вести прямую трансляцию непосредственно с мобильного телефона и полностью отличающееся от предыдущей версии.
18 июля 2017 года введена в эксплуатацию услуга «Поддержи автора». Теперь каждый желающий может анонимно перевести любую сумму средств автору понравившейся трансляции.

## Платные услуги
Загрузка видео, трансляции и комментирование — бесплатны.
Платные услуги: продвижение собственного видео, сервис виртуальных подарков.